# Ramona Maier
Ramona Maier (Erding, 19 september 1995) is een voetbalspeelster uit Duitsland. Ze speelt als aanvaller voor SG Essen-Schönebeck in de Bundesliga.

## Clubcarrière
Maier begon met voetballen in Winzer in het Landkreis Deggendorf. Vervolgens speelde ze tot het seizoen 2008/09 bij SpVgg Grün-Weiß Deggendorf. In 2009 werd Maier onderdeel van de jeugdopleiding van FC Bayern München. Hier was ze drie jaar lang actief.
Op zeventienjarige leeftijd stapte Maier over van het B-jeugdelftal van FC Bayern München naar SC Regensburg. Met deze club speelde ze van 2012 tot 2014 in de vierde divisie van de Bayernliga. Daarna kwam Maier acht jaar lang uit voor FC Ingolstadt 04 waarvoor ze in totaal 168 competitiewedstrijden voor speelde waarin ze 104 keer tot scoren kwam. In haar eerste vijf jaar kwam ze met een club uit in de Regionalliga Süd, waarin ze 53 doelpunten maakte. Met FC Ingolstadt 04 wist Maier promotie af te dwingen naar de tweede Bundesliga. Ook in deze competitie was ze met doelpunten belangrijk voor haar ploeg.
Voorafgaand aan het seizoen 2022/23 werd Maier gecontracteerd door Bundesligaclub SG Essen-Schönebeck. Ze tekende een contract tot 30 juni 2024. Op 17 september 2022 maakte Maier haar debuut in deze competitie in een 4-0 uitnederlaag tegen VfL Wolfsburg door in te vallen voor Antonia Baaß. In een thuisoverwinning op 1. FFC Turbine Potsdam maakte ze haar eerste van acht Bundesliga doelpunten in het seizoen 2022/23. Daarmee was ze clubtopscorer van SG Essen-Schönebeck. Maier maakte op 13 maart 2023 in een wedstrijd tegen SC Freiburg voor het eerste team twee doelpunten, waarmee ze haar ploeg hielp aan een 2-1 overwinning.

## Statistieken
| Seizoen | Club                | Land      | Competitie        | Wedstrijden | Doelpunten |   |
| ------- | ------------------- | --------- | ----------------- | ----------- | ---------- | - |
| 2019/20 | FC Ingolstadt 04    | Duitsland | Tweede Bundesliga | 16          | 10         |   |
| 2020/21 | FC Ingolstadt 04    | Duitsland | Tweede Bundesliga | 15          | 12         |   |
| 2021/22 | FC Ingolstadt 04    | Duitsland | Tweede Bundesliga | 22          | 25         |   |
| 2022/23 | SG Essen-Schönebeck | Duitsland | Tweede Bundesliga | Bundesliga  | 20         | 8 |
| 2023/24 | SG Essen-Schönebeck | Duitsland | Tweede Bundesliga | Bundesliga  | 22         | 6 |
| 2024/25 | SG Essen-Schönebeck | Duitsland | Tweede Bundesliga | Bundesliga  | 22         | 3 |
| Totaal  | Totaal              | Totaal    | Totaal            | 117         | 64         |   |

Laatste update: 26 mei 2025